# واواتنینا (بخش)
واواتنینا (به لاتین: Vavatenina District) یک بخش‌های ماداگاسکار در ماداگاسکار است که در آنالانجیروفو واقع شده‌است. واواتنینا ۵۴۹ متر بالاتر از سطح دریا واقع شده‌است.